# Grand Prix Formule 1 van België 2018
De Grand Prix Formule 1 van België 2018 werd gehouden op 26 augustus op Spa-Francorchamps. Het was de dertiende race van het kampioenschap.

## Achtergrond
Na afloop van de voorgaande Grand Prix in Hongarije werd het team van Force India op 28 juli onder curatele geplaatst. Op 7 augustus werd het team verkocht aan een consortium zakenlieden onder leiding van Lawrence Stroll, vader van Williams-coureur Lance Stroll. Lange tijd bleef het echter onzeker of het team wel mocht racen tijdens de Grand Prix van België, aangezien de investeerders alle bezittingen van het team kochten, behalve het startbewijs. Op 23 augustus werd bekend dat het team onder de naam "Racing Point Force India" het seizoen af zal maken. Aangezien het in feite een nieuwe inschrijving betreft, vervallen alle punten die het team tot aan de Grand Prix van Hongarije heeft gescoord. Alle punten die vanaf de Grand Prix van België worden gescoord, tellen wel mee voor het constructeurskampioenschap. Coureurs Sergio Pérez en Esteban Ocon behouden wel alle punten die zij hebben gescoord in het coureurskampioenschap.

## Vrije trainingen

### Uitslagen
- Er wordt enkel de top-5 weergegeven.

| Vrije training 1 | Pos | No | Coureur          | Constructeur       | Tijd     |
| ---------------- | --- | -- | ---------------- | ------------------ | -------- |
| Vrije training 1 | 1   | 5  | Sebastian Vettel | Ferrari            | 1:44.358 |
| Vrije training 1 | 2   | 33 | Max Verstappen   | Red Bull-TAG Heuer | 1:44.509 |
| Vrije training 1 | 3   | 44 | Lewis Hamilton   | Mercedes           | 1:44.676 |
| Vrije training 1 | 4   | 7  | Kimi Räikkönen   | Ferrari            | 1:44.718 |
| Vrije training 1 | 5   | 77 | Valtteri Bottas  | Mercedes           | 1:44.724 |
| Vrije training 2 | Pos | No | Coureur          | Constructeur       | Tijd     |
| Vrije training 2 | 1   | 7  | Kimi Räikkönen   | Ferrari            | 1:43.355 |
| Vrije training 2 | 2   | 44 | Lewis Hamilton   | Mercedes           | 1:43.523 |
| Vrije training 2 | 3   | 77 | Valtteri Bottas  | Mercedes           | 1:43.803 |
| Vrije training 2 | 4   | 33 | Max Verstappen   | Red Bull-TAG Heuer | 1:44.046 |
| Vrije training 2 | 5   | 5  | Sebastian Vettel | Ferrari            | 1:44.129 |
| Vrije training 3 | Pos | No | Coureur          | Constructeur       | Tijd     |
| Vrije training 3 | 1   | 5  | Sebastian Vettel | Ferrari            | 1:42.661 |
| Vrije training 3 | 2   | 7  | Kimi Räikkönen   | Ferrari            | 1:42.724 |
| Vrije training 3 | 3   | 44 | Lewis Hamilton   | Mercedes           | 1:42.798 |
| Vrije training 3 | 4   | 77 | Valtteri Bottas  | Mercedes           | 1:43.464 |
| Vrije training 3 | 5   | 33 | Max Verstappen   | Red Bull-TAG Heuer | 1:44.048 |

Testcoureurs in vrije training 1:
 Lando Norris (McLaren-Renault)

## Kwalificatie
In de kwalificatie, waarin de laatste en beslissende sessie onder regenachtige omstandigheden werd verreden, behaalde Lewis Hamilton voor Mercedes zijn zesde pole position van het seizoen. Ferrari-coureur Sebastian Vettel zette de tweede tijd neer. De Force India-coureurs Esteban Ocon en Sergio Pérez werden derde en vierde, terwijl Haas-coureur Romain Grosjean vijfde werd. De top 5 bleven tot aan het eind van de kwalificatie doorrijden toen de baan weer langzaam aan het opdrogen was. Ferrari-rijder Kimi Räikkönen, de Red Bull-coureurs Max Verstappen en Daniel Ricciardo en Kevin Magnussen waren op dat moment niet meer in staat om een snelle ronde te rijden waardoor zij respectievelijk als zesde, zevende, achtste en negende kwalificeerden. De top 10 werd afgesloten door de tweede Mercedes-coureur Valtteri Bottas, die geen tijd neerzette. 
Aan de auto van Bottas werden meerdere onderdelen van zijn motor gewisseld, waarmee hij over het maximaal aantal toegestane motoren per seizoen ging en voor straf achteraan moet starten. Renault-coureur Nico Hülkenberg kreeg dezelfde straf. Renault-rijder Carlos Sainz jr. en McLaren-coureur Stoffel Vandoorne moesten ook allebei meerdere onderdelen van hun motor wisselen en kregen dezelfde straf.

### Kwalificatie-uitslag
| Pos.                | Nr. | Coureur           | Constructeur         | Kwalificatietijden | Kwalificatietijden | Kwalificatietijden | Grid |
| Pos.                | Nr. | Coureur           | Constructeur         | Q1                 | Q2                 | Q3                 | Grid |
| ------------------- | --- | ----------------- | -------------------- | ------------------ | ------------------ | ------------------ | ---- |
| 1                   | 44  | Lewis Hamilton    | Mercedes             | 1:42.977           | 1:41.553           | 1:58.179           | 1    |
| 2                   | 5   | Sebastian Vettel  | Ferrari              | 1:43.035           | 1:41.501           | 1:58.905           | 2    |
| 3                   | 31  | Esteban Ocon      | Force India-Mercedes | 1:44.003           | 1:43.302           | 2:01.851           | 3    |
| 4                   | 11  | Sergio Pérez      | Force India-Mercedes | 1:44.004           | 1:43.014           | 2:01.894           | 4    |
| 5                   | 8   | Romain Grosjean   | Haas-Ferrari         | 1:43.597           | 1:43.042           | 2:02.122           | 5    |
| 6                   | 7   | Kimi Räikkönen    | Ferrari              | 1:42.585           | 1:41.533           | 2:02.671           | 6    |
| 7                   | 33  | Max Verstappen    | Red Bull-TAG Heuer   | 1:43.199           | 1:42.554           | 2:02.769           | 7    |
| 8                   | 3   | Daniel Ricciardo  | Red Bull-TAG Heuer   | 1:43.604           | 1:43.126           | 2:02.939           | 8    |
| 9                   | 20  | Kevin Magnussen   | Haas-Ferrari         | 1:43.834           | 1:43.320           | 2:04.933           | 9    |
| 10                  | 77  | Valtteri Bottas   | Mercedes             | 1:42.805           | 1:42.191           | geen tijd          | 17   |
| 11                  | 10  | Pierre Gasly      | Toro Rosso-Honda     | 1:44.221           | 1:43.844           |                    | 10   |
| 12                  | 28  | Brendon Hartley   | Toro Rosso-Honda     | 1:44.153           | 1:43.865           |                    | 11   |
| 13                  | 16  | Charles Leclerc   | Sauber-Ferrari       | 1:43.654           | 1:44.062           |                    | 12   |
| 14                  | 9   | Marcus Ericsson   | Sauber-Ferrari       | 1:43.846           | 1:44.301           |                    | 13   |
| 15                  | 27  | Nico Hülkenberg   | Renault              | 1:44.145           | geen tijd          |                    | 18   |
| 16                  | 55  | Carlos Sainz jr.  | Renault              | 1:44.489           |                    |                    | 19   |
| 17                  | 14  | Fernando Alonso   | McLaren-Renault      | 1:44.917           |                    |                    | 14   |
| 18                  | 35  | Sergej Sirotkin   | Williams-Mercedes    | 1:44.998           |                    |                    | 15   |
| 19                  | 18  | Lance Stroll      | Williams-Mercedes    | 1:45.134           |                    |                    | 16   |
| 20                  | 2   | Stoffel Vandoorne | McLaren-Renault      | 1:45.307           |                    |                    | 20   |
| 107% tijd: 1:49.765 |     |                   |                      |                    |                    |                    |      |

## Wedstrijd
De race werd gewonnen door Sebastian Vettel, die in de eerste ronde Lewis Hamilton inhaalde en de leiding niet meer afstond. Hamilton eindigde als tweede, terwijl Max Verstappen als derde eindigde. Valtteri Bottas eindigde op de vierde plaats nadat hij enkele ronden voor de finish de als vijfde en zesde geëindigde Sergio Pérez en Esteban Ocon inhaalde. De Haas-coureurs Romain Grosjean en Kevin Magnussen werden zevende en achtste. De top 10 werd afgesloten door Toro Rosso-coureur Pierre Gasly en Sauber-rijder Marcus Ericsson.
In de eerste bocht van de race vond een (spectaculaire) crash plaats waarbij Nico Hülkenberg, Fernando Alonso, Charles Leclerc, Daniel Ricciardo en Kimi Räikkönen betrokken waren. Hülkenberg kreeg voor zijn aandeel in de crash een straf van tien startplaatsen voor de volgende race in Italië. Valtteri Bottas kwam in de eerste bocht in aanraking met Sergej Sirotkin. Voor deze touché ontving Bottas vijf seconden straftijd, dit had echter geen gevolgen voor de uitslag van de race.

### Race-uitslag
| Pos. | Nr. | Coureur           | Constructeur         | Rondes | Tijd/Oorzaak uitval | Grid | Punten |
| ---- | --- | ----------------- | -------------------- | ------ | ------------------- | ---- | ------ |
| 1    | 5   | Sebastian Vettel  | Ferrari              | 44     | 1:23:34.476         | 2    | 25     |
| 2    | 44  | Lewis Hamilton    | Mercedes             | 44     | +11.061             | 1    | 18     |
| 3    | 33  | Max Verstappen    | Red Bull-TAG Heuer   | 44     | +31.372             | 7    | 15     |
| 4    | 77  | Valtteri Bottas   | Mercedes             | 44     | +1:08.605           | 17   | 12     |
| 5    | 11  | Sergio Pérez      | Force India-Mercedes | 44     | +1:11.023           | 4    | 10     |
| 6    | 31  | Esteban Ocon      | Force India-Mercedes | 44     | +1:19.520           | 3    | 8      |
| 7    | 8   | Romain Grosjean   | Haas-Ferrari         | 44     | +1:25.953           | 5    | 6      |
| 8    | 20  | Kevin Magnussen   | Haas-Ferrari         | 44     | +1:27.639           | 9    | 4      |
| 9    | 10  | Pierre Gasly      | Toro Rosso-Honda     | 44     | +1:45.892           | 10   | 2      |
| 10   | 9   | Marcus Ericsson   | Sauber-Ferrari       | 43     | +1 ronde            | 13   | 1      |
| 11   | 55  | Carlos Sainz jr.  | Renault              | 43     | +1 ronde            | 19   |        |
| 12   | 35  | Sergej Sirotkin   | Williams-Mercedes    | 43     | +1 ronde            | 15   |        |
| 13   | 18  | Lance Stroll      | Williams-Mercedes    | 43     | +1 ronde            | 16   |        |
| 14   | 28  | Brendon Hartley   | Toro Rosso-Honda     | 43     | +1 ronde            | 11   |        |
| 15   | 2   | Stoffel Vandoorne | McLaren-Renault      | 43     | +1 ronde            | 20   |        |
| DNF  | 3   | Daniel Ricciardo  | Red Bull-TAG Heuer   | 28     | Schade ongeluk      | 8    |        |
| DNF  | 7   | Kimi Räikkönen    | Ferrari              | 8      | Schade ongeluk      | 6    |        |
| DNF  | 16  | Charles Leclerc   | Sauber-Ferrari       | 0      | Ongeluk             | 12   |        |
| DNF  | 14  | Fernando Alonso   | McLaren-Renault      | 0      | Ongeluk             | 14   |        |
| DNF  | 27  | Nico Hülkenberg   | Renault              | 0      | Ongeluk             | 18   |        |

## Bandengebruik
De coureurs mogen gebruik maken van de medium, soft en supersoft-compounds.

## Tussenstanden wereldkampioenschap
Betreft tussenstanden voor het wereldkampioenschap na afloop van de race.

### Coureurs
| Positie | No. | Rijder           | Team                 | Punten |
| ------- | --- | ---------------- | -------------------- | ------ |
| 01      | 44  | Lewis Hamilton   | Mercedes             | 231    |
| 02      | 5   | Sebastian Vettel | Ferrari              | 214    |
| 03      | 7   | Kimi Räikkönen   | Ferrari              | 146    |
| 04      | 77  | Valtteri Bottas  | Mercedes             | 144    |
| 05      | 33  | Max Verstappen   | Red Bull-TAG Heuer   | 120    |
| 06      | 3   | Daniel Ricciardo | Red Bull-TAG Heuer   | 118    |
| 07      | 27  | Nico Hülkenberg  | Renault              | 52     |
| 08      | 20  | Kevin Magnussen  | Haas-Ferrari         | 49     |
| 09      | 14  | Fernando Alonso  | McLaren-Renault      | 44     |
| 10      | 11  | Sergio Pérez     | Force India-Mercedes | 40     |

### Constructeurs
| Positie | Team                 | Punten |
| ------- | -------------------- | ------ |
| 01      | Mercedes             | 375    |
| 02      | Ferrari              | 360    |
| 03      | Red Bull-TAG Heuer   | 238    |
| 04      | Renault              | 82     |
| 05      | Haas-Ferrari         | 76     |
| 06      | McLaren-Renault      | 52     |
| 07      | Toro Rosso-Honda     | 30     |
| 08      | Sauber-Ferrari       | 19     |
| 09      | Force India-Mercedes | 18     |
| 10      | Williams-Mercedes    | 4      |